# Molukken-Zwergohreule
Die Molukken-Zwergohreule (Otus magicus) ist eine Eulenart aus der Gattung der Zwergohreulen. Sie bewohnt verschiedene Inselgruppen in Indonesien.

## Beschreibung
Die Länge beträgt 23 bis 25 Zentimeter bei einem Gewicht von 114 bis 165 Gramm. Die Art variiert stark in der Größe und in der Grundfarbe, die braun, gelblich braun, rötlich braun, graubraun oder sepiabraun sein kann. Die Bänderung ist stark oder schwach ausgeprägt. Hellere Bereiche auf den Schulterfedern bilden ein undeutliches Band. Auf der Unterseite finden sich kräftige Flecken, schwarze Schaftstriche und quer stehende Kritzel. Die Federohren sind kurz, die Augen gelb, der Schnabel hell gelblich grau. Die graubraunen Füße sind die letzten sechs bis neun Millimeter unbefiedert.

## Lebensweise
Die Molukken-Zwergohreule bewohnt Tieflandwälder, Sekundärbewuchs und Mangrovensümpfe, erscheint aber auch in Obstgärten und Kokosplantagen in der Nähe von Siedlungen bis in eine Höhe von 1.500 Metern. Sie lebt vermutlich vorwiegend von Insekten. Die Stimme ist ein tiefes, raues, rabenähnliches kuaark in Abständen von mehreren Sekunden.

## Verbreitung
Sie lebt auf den Kleinen Sundainseln, den Molukken und vielleicht auch auf den Aru-Inseln. O. m. magicus kommt auf Seram, Ambon und den Südmolukken vor. O. m. bouruensis von Buru und den südlichen Molukken ist recht einheitlich oben braun und unten weiß. O. m. morotensis auf Morotai, Ternate und den Nordmolukken hat ein ziemlich helles Gesicht und ist oben weniger gefleckt. O. m. leucospilos auf Halmahera, Bacan und den nördlichen Molukken ist ähnlich, aber heller. O. m. obira auf Obira und den nördlichen Molukken ist kleiner, ebenso O. m. albiventris auf Lombok, Sumbawa, Flores, Lomblen und den Kleinen Sundainseln. Einige Inselpopulationen könnten eigenständige Arten sein. Ursprünglich galten auch die Wetar-Zwergohreule, die kleiner ist und bis zum Zehenansatz befiederte Zehen hat, sowie die Sula-Zwergohreule als Unterarten.